# Jean Vaudal
Hippolyte Édouard Albert Pinaud, dit Jean Vaudal, est un écrivain et critique littéraire français né le 7 mars 1900 à Santiago du Chili et mort en déportation à Ellrich le 6 janvier 1945.

## Biographie
Diplômé de l’École centrale Paris en 1924, ingénieur, il est spécialiste en pompes industrielles et travaille successivement pour les entreprises Rateau, STACI et Ilex. Il est surtout un critique littéraire apprécié de l’entre-deux-guerres et l’auteur de trois romans.
Ces romans, exigeants et singuliers, illustrent des ressorts psychologiques complexes et  « mettent en scène, plus encore qu’une introspection, les processus d’élaboration de la pensée » (Michel P. Schmitt). Le premier, Un démon secret, est publié en 1931 aux éditions de la Nouvelle Revue critique. Puis, en 1932, Jean Vaudal devient chroniqueur à la NRF, recruté par Jean Paulhan. Celui-ci écrit à son sujet, à Schlumberger, qu’il est « le seul auteur intéressant de La Nouvelle Revue critique ».
Ses deux romans suivants sont publiés chez Gallimard. À propos de Portrait du père, on lit dans la critique : « M. Jean Vaudal excelle dans les notations psychologiques à la fois ténues et justes, ce qui est un très rare talent ».
Pendant l’Occupation, il rejoint le Comité national des écrivains ; il fait partie de la première équipe des Lettres françaises clandestines (il figure au sommaire du no1 en septembre 1942), dont Jacques Decour lui propose de devenir le secrétaire. Il suit plutôt l’influence de Jacques Debû-Bridel et rejoint l’Organisation civile et militaire. C’est au sein de ce mouvement qu’il devient un membre actif de la Résistance. Il s’associe à son ami Roger Dupont (à qui est dédié son roman Le Tableau noir), officier d’aviation en 1939–1940, notaire et maire de Montmorency nommé par l’État. Ensemble, ils mettent en place un réseau de résistance sur les communes de Montmorency, Groslay, Villetaneuse et Enghien. Ils participent notamment à la fabrication de faux papiers pour les jeunes requis au STO. On estime à dix mille le nombre de fausses cartes d’identité conçues dans les locaux de la mairie de Montmorency.
Hippolyte Pinaud est lieutenant des F.F.I. sous le pseudonyme de « Polo ».
Le 6 juillet 1944, il est arrêté à son bureau du 19, boulevard Haussmann (siège de la société Ilex) par une douzaine de policiers allemands et français. Incarcéré à la prison de Fresnes, il laisse sur un mur de la cellule 473 une inscription relevée quelques mois plus tard par Henri Calet dans son livre Les Murs de Fresnes : « Pendant un mois, il est resté au secret. Ils l’ont torturé deux fois. On n’a pas plus de renseignements. »
Déporté par le convoi du 15 août 1944 au départ de Pantin, il est interné à Buchenwald à partir du 20 août, où son numéro de déporté est le 77353. Il est ensuite transféré au camp de Dora et affecté au kommando d'Ellrich sur des chantiers dépendants du Sonderstab Kammler. Il est mort le 6 janvier 1945.

## Œuvres
- Un démon secret, roman (1931), éditions de la Nouvelle revue critique
- Le Portrait du père, roman (1932), Gallimard
- Le Tableau noir, roman (1937), Gallimard
- préface au Père Perdrix de Charles-Louis Philippe (1948), collection Cent romans français, Stock

## Hommages
Le boulevard Hippolyte-Pinaud à Enghien-les-Bains porte son nom. Une plaque commémorative est apposée sur le mur du numéro 10 (anciennement 44, boulevard d’Ormesson), où il résidait avec son épouse.
Il est cité (sous son nom de Jean Vaudal) dans la liste des « Écrivains morts pour la France » dans la nef du Panthéon, à Paris.